# Artere mezenterice

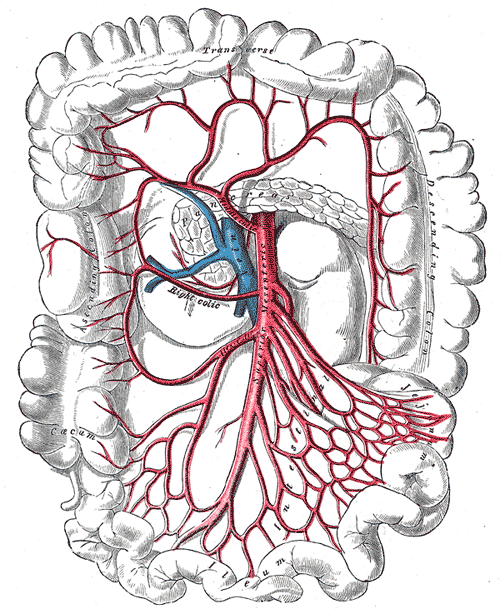
Artera mezenterică superioară și ramurile sale la om

Artera mezenterică inferioară și ramurile sale la om

Arterele mezenterice preiau sângele din aortă și îl distribuie într-o mare parte a tractului gastro-intestinal.
Atât arterele mezenterice superioare cât și cele inferioare apar din aorta abdominală.  Fiecare dintre aceste artere se deplasează prin mezenter, în interiorul căruia se ramifică de mai multe ori înainte de a ajunge la intestin. La om, multe dintre aceste ramuri sunt numite, dar la animalele mai mici ramurile sunt mai variabile. La unele animale, inclusiv la oameni, ramurile acestor artere se unesc cu artera marginală a colonului, ceea ce înseamnă că ocluzia uneia dintre arterele principale nu duce neapărat la moartea părții intestinului pe care o alimentează de obicei.
Termenul de arteră mezenterică este, de asemenea, utilizat pentru a descrie ramuri mai mici ale acestor vase care, în special la animalele mai mici, oferă o sursă semnificativă de rezistență vasculară. Aceste ramuri au o inervație densă prin nervii simpatici, permițând creierului să le controleze diametrul și, prin urmare, rezistența la fluxul de sânge în intestin. Acest lucru este de o importanță deosebită atunci când fluxul sanguin este necesar în altă parte, cum ar fi în exerciții fizice sau șoc, unde o mare parte din sânge este necesară pentru a satisface nevoile mușchilor scheletici ; prin restrângerea vaselor mezenterice mai mici, rezistența fluxului de sânge la intestin crește și, prin urmare, sângele curge mai ușor către alte organe. 